# Ricola macrops
Ricola macrops – słabo poznany gatunek słodkowodnej ryby sumokształtnej z rodziny zbrojnikowatych (Loricariidae), jedyny przedstawiciel rodzaju Ricola.

## Występowanie
Opisany naukowo z Rio de la Plata. Występuje w dorzeczu dolnej Parany na terenie Argentyny i Urugwaju.

## Etymologia
Nazwa rodzajowa Ricola to anagram łacińskiego słowa lorica, oznaczającego skórzany pancerz lub gorsecik.

## Cechy charakterystyczne
R. macrops jest interesującym gatunkiem pod wieloma względami. Różni się od wszystkich rodzajów Loricariinae, ale łączy cechy przedstawicieli różnych grup zbrojników. Większością cech budowy zewnętrznej (poza strukturą wąsików oraz liczbą i kształtem zębów) najbardziej przypomina ryby z rodzaju Loricaria; ma liczne, długie i krótkie, wyraźne obrzeżone wąsiki na dolnej wardze, cechę wspólną przedstawicieli grupy Pseudohemiodon, ale ich struktura jest unikalna w całej rodzinie zbrojnikowatych; ma również liczne brodawki na wewnętrznych powierzchniach warg oraz liczne proste zęby dwuguzkowe (około 15 na kości przedszczękowej), które są charakterystyczne dla grupy Rineloricaria. 
Biologia i ekologia tego gatunku nie zostały poznane. Dorosłe osobniki osiągają maksymalnie 21 cm długości standardowej (SL). 